# 哈吉迪莫沃

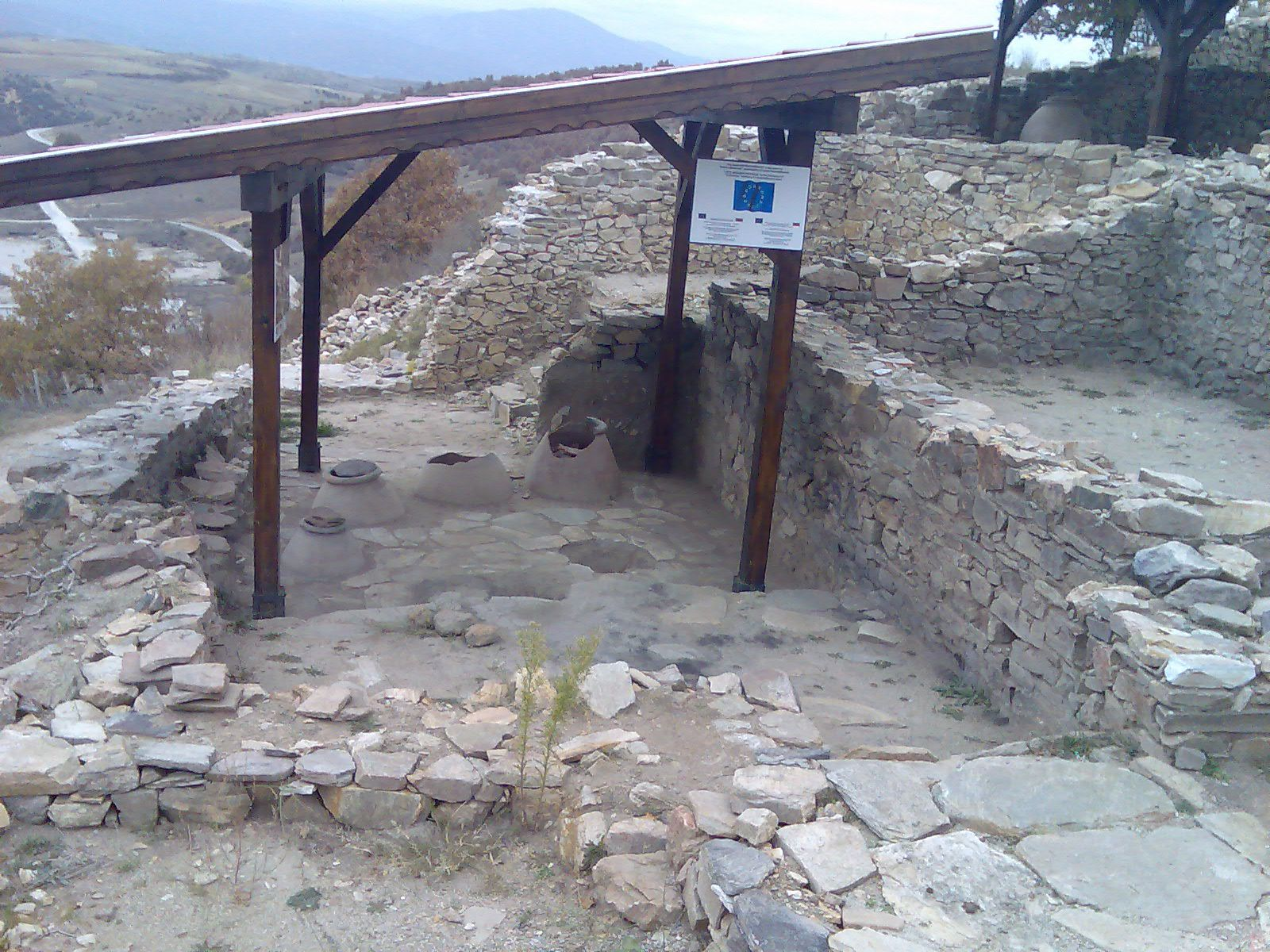

哈吉迪莫沃是保加利亞西南部布拉戈耶夫格勒州哈吉迪莫沃市鎮的城鎮及行政中心，面積22.67平方公里，海拔高度485米，2010年人口2,804，居民主要信奉東正教。

## 外部連結
- Description of Hadzhidimovo on en.journey.bg（页面存档备份，存于）
- Description on www.guide-bulgaria.com（页面存档备份，存于）

41°31′18″N 23°52′8″E / 41.52167°N 23.86889°E